# Divizibilní grupa
V teorii grup, podoboru matematiky, se divizibilní grupou rozumí taková Abelova grupa, v které lze „dělit“ (v případě aditivní notace) respektive „odmocňovat“ (v případě multiplikativní notace) libovolným přirozeným číslem. To jinými slovy znamená, že každý prvek grupy je pro libovolné přirozené n n-tým násobkem, respektive n-tou mocninou nějakého prvku grupy. Divizibilní grupy jsou důležité při zkoumání struktury abelovských grup.

## Formální definice
Abelovská aditivní grupa G je divizibilní tehdy a jen tehdy, když pro každé přirozené číslo n a libovolný prvek g grupy G platí, že v této grupě existuje také prvek h takový, že nh=g. Notace nh v tomto případě znamená:
{\displaystyle nh=\underbrace {h+\ldots +h} _{n},}
Ekvivalentní definice říká, že zobrazení z G do G, které každému g z grupy G přiřadí ng, je pro všechna n surjektivní, neboli jeho obrazem je celá grupa G.

## Příklady
Příkladem divizibilní grupy je grupa racionálních čísel se sčítáním.